# Camille Vidart
Pour les articles homonymes, voir Vidart.
Camille Vidart, née le 14 février 1854 à Divonne-les-Bains et morte le 28 juin 1930 à Genève, est une militante féministe, enseignante et traductrice suisse. Elle est également la fondatrice de l'Alliance des sociétés féminines suisses (ASF) en 1899 et la présidente de l'Union des femmes. 

## Biographie
Ses parents sont Jeanne-Louise Vaucher et Alphonse, médecin de profession. Elle passe son enfance chez une tante à Genève et entreprend des études à l'Université de Lyon pour devenir enseignante de langues,. 

### Carrière
Elle est employée en 1875 à Genève à l'école Peschier et en 1880 à l'École supérieure de jeunes filles de Zurich. 
Grâce à son prénom épicène, Camille, elle est engagée comme maîtresse principale de l'école supérieure de Zurich, devenant la première femme en Suisse à occuper un tel poste. Le jury est en effet persuadé d'avoir convoqué un homme, mais se montre convaincu par son éloquence. Sa vie durant, Camille Vidart démontre des talents d'oratrice, prononçant des discours en de multiples occasions. 
Durant son séjour à Zurich, elle rencontre Johanna Spyri, qui lui demande de traduire son roman Heidi. Elle traduit aussi sa suite, Encore Heidi. 
De 1884 à 1886 elle enseigne à l'école Vinet à Lausanne.

## Engagement militant féministe
Lorsqu'elle revient s'établir à Genève, elle rejoint la Fédération abolitionniste internationale et 1891 l'Union des femmes de Genève. Elle devient vice-présidente en 1892 de cette association, puis présidente entre 1898 et 1902. Elle est l'organisatrice du premier Congrès suisse pour les intérêts féminins en 1896, alors que l'Exposition nationale suisse se tient à Genève,. Dans son discours d'ouverture elle appelle à la solidarité féminine. À la suite de ce congrès est créée Commission nationale permanente des intérêts féminins. 
Par la suite, elle s'active pour rassembler les associations à visées féminines et féministes pour renforcer et coordonner leurs actions.
En 1899 elle fonde l'Alliance de sociétés féminines suisses (ASF), et elle devient membre de son comité de direction jusque 1908. Elle est également secrétaire de Association internationale des femmes.   
L'Alliance des sociétés féminines suisse essaie sans succès d'aboutir à une réforme du nouveau Code civil de 1907 concernant la séparations des biens dans le mariage.  
Elle est également active au niveau international, en devenant secrétaire du Conseil international des femmes de 1899 à 1904. 
Elle s'implique pour le droit de vote des femmes au sein de l'Alliance internationale pour le suffrage des femmes et crée en 1925 le Bureau international d'éducation avec Édouard Claparède et Adolphe Ferrière. 
En 1907 elle crée avec Auguste Morsier l'Association genevoise pour le suffrage féminin. En 1909 elle prend part à la création de l'Association suisse pour le suffrage féminin. 
Elle rejoint après le début de la Première Guerre mondiale l'Union mondiale de la femme pour la concorde internationale et la Ligue internationale des femmes pour la paix et la liberté. 
Également philanthrope, elle crée un atelier de raccommodage, un home coopératif pour les femmes seules et en 1910 un bureau de placement et un restaurant pour les femmes ouvrières. 
Elle collabore sa vie durant à divers revues féministes, notamment Le Mouvement féministe, fondée en 1912, dont elle soutient la création par Émilie Gourd.
Elle meurt le 28 juin 1930 à Genève, épuisée et découragée par les échecs successifs à introduire le suffrage féminin en Suisse.

## Hommage et postérité

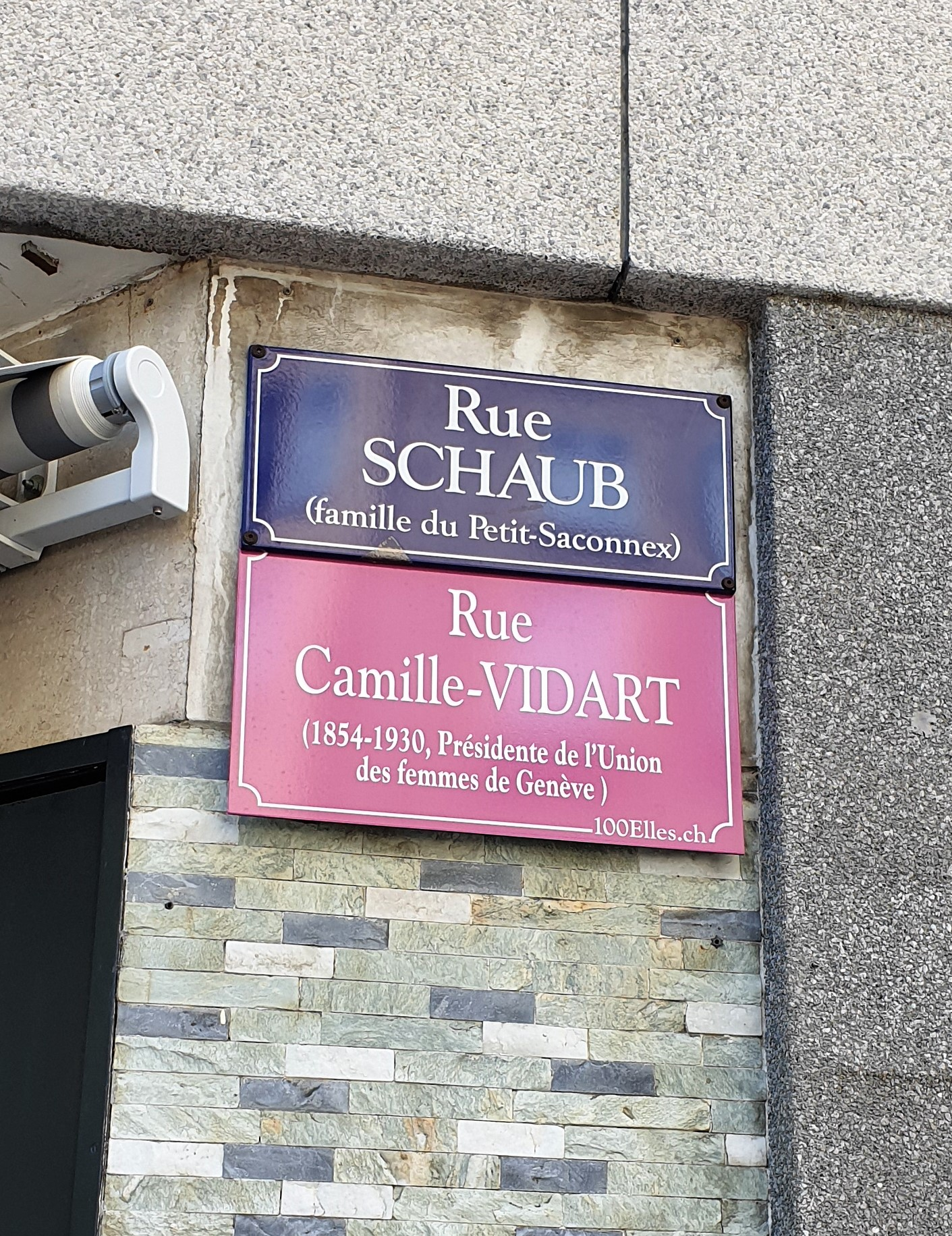
La plaque de rue dédiée à Camille Vidart, déposées dans le cadre du projet 100Elles.

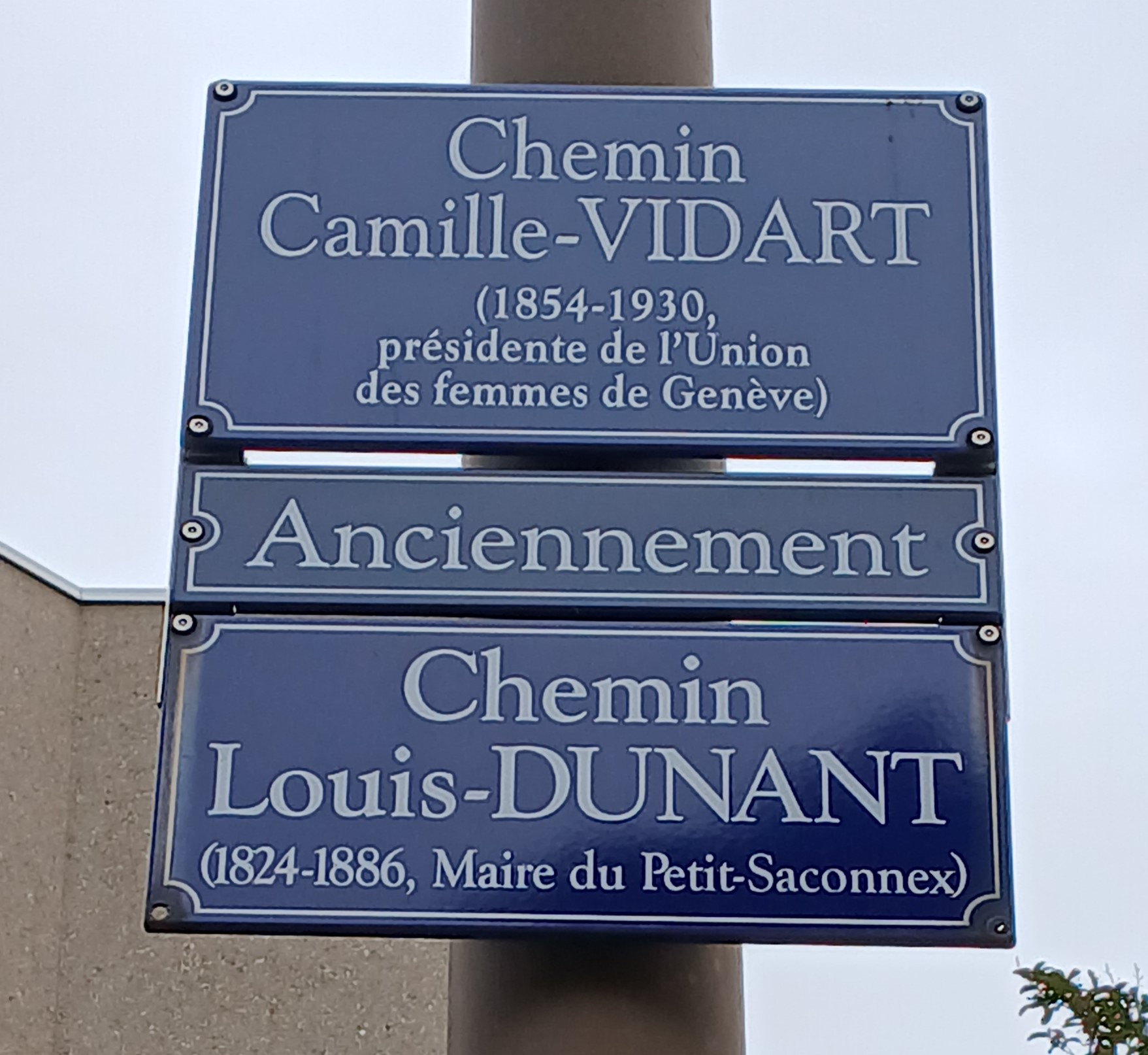
Plaque de rue à Genève

En 2019, à Genève, l'association l'Escouade renomme temporairement deux rues à son nom dans le cadre du projet 100elles: la rue Schaub et le chemin Louis Dunant.